# Діогу Гоміш
Діо́гу Го́міш де Сі́нтра (порт. Diogo Gomes de Sintra ~1420-~1500) — португальський мореплавець і дослідник, що здійснював свої дослідження, перебуваючи на службі у португальського принца Енріке Мореплавця. Брав участь в експедиціях з дослідження Гамбії та Сенегалу. В кінці життя він надиктував свої спогади Мартіну Бегайму. Ці мемуари є важливим (хоча іноді суперечливим) звітом щодо португальських географічних відкриттів за часів Енріко Мореплавця та одним із головних джерел, на яких спиралися історики при описі цієї епохи. Він дослідив річку Гамбія в Західній Африці і відкрив деякі з островів Зеленого Мису (Кабо-Верде).

## Раннє життя
Діогу Гоміш, імовірно, народився у місті Лагуш, Португалія. Він почав працювати як паж при дворі принца Генріха Мореплавця, а згодом до 1440 року піднявся до звання кабальєро (лицаря). У 1445 році Діого Гоміш брав участь у рейді по захопленню рабів в затоці Арген під керівництвом Лансароте де Фрейташа з Лагуша і, за його словами, особисто захопив 22 рабів-берберів.
12 червня 1451 року він був призначений королівським клерком (escrivão da carreagem real) і продовжував служити як принцу Енріке, так і Португальському корролівству.

## Експедиції
Приблизно в 1456 році принц Енріке відправив Гоміша на чолі флотилії з трьох суден в плавання вздовж узбережжя Західної Африки. Гоміш стверджує, що його супроводжував Джейкоб, «індійський» перекладач, що деякі ранні історики сприйняли як унікальне свідчення того, що Енріке планував досягти Індії вже на цьому ранньому етапі португальських досліджень. Однак сучасні історики вважають це малоймовірним, так, Рассел зазначає, що в той час термін «індійці» зазвичай використовувався для позначення ефіопів, і найдальшою територією, яку мріяв досягнути Енріке, була легендарна земля пресвітера Йоана.
За деякими данними, Гоміш досяг Ріо-Гранде (тепер річка Геба в Гвінеї-Бісау), що стало величезним просуванням за межі найдальшої точки на Африканському континенті, яку на той час досягли португальці. Але сильні зустрічні течії заважали Гомішу продовжувати подальше плавання на південь, а його офіцери та матроси побоювалися, що вони наближаються до краю океану і тому він вирішив повернути назад. Повернувшись, Гоміш піднявся вверх по річці Гамбія на значну відстань, приблизно 50 ліг (250 миль), дійшовши до великого ринкового міста Кантор, центру торгівлі золотом імперії Малі. Гоміш вважає себе першим португальським капітаном, який мирно спілкувався з тубільцями в цьому регіоні (всі попередні експедиції на узбережжі Сенегамбії зустріли збройний опір або навіть були знищені, хоча експедиція іншого капітана Альвізе Кадамосто також успішно піднімалась по цій річці у тому ж році). У Канторі Гоміш зібрав багато інформації про золоті копальні та торгові звичаї Верхнього Сенегалу та Верхнього Нігеру, міст Кукія та Тімбукту та караванні транссахарські торгові шляхі, що тягнулися звідти до марокканського узбережжя.
Попри те, що регіон був переважно мусульманським, Гоміш, схоже, залучив принаймні одного важливого вождя на ім'я Нуміманса зі його двором до християнства та лояльності португальцям. Тейшейра да Мота вважає «Нумінансу» як вождя народності Номі Бато, і, можливо, як того самого вождя, що відповідальний за смерть попередніх португальських дослідників Нуну Тріштана в 1447 році та Валларте в 1448 році. Народність Номі Бато, ймовірно, є предками нинішнього народу Ніомінка в дельті річки Салум, і хоча тепер вони вважаються частиною народу Серер, ймовірно, на той час належали до Мандінка.

## Повернення до Португалії
До 1459 року Гоміш був призначений на прибуткову посаду альмоксаріфе (збирач королівських податків) міста Сінтра. На цій посаді він залишався до 1480 року.
Гоміш здійснив ще одну подорож вздовж африканського узбережжя у 1462 році (які деякі історики відносять до 1460 року). Він пройшов до дельти річки Салум (Rio dos Barbacins) у Сенегалі, щоб вступити в торгівлю з народом Серер із західноафриканських держав Сіне та Салум. Там він натрапив на каравелу генуезького капітана Антоніо де Нолі, і вони вирішили повернутись додому разом. На зворотньому шляху Гоміш відвідав острови Кабо-Верде і за його твердженням був першим, хто висадився на острів Сантьягу і дав йому цю назву (проте його пріоритет був оскаржений капітаном Альвізе Кадамосто). Гоміш з деяким обуренням розповідає про те, як Антоніо де Нолі зумів дістатися до Лісабона раніше за нього і ще до повернення Гоміша отримав від короля посаду капітана-донатаріо острова Сантьяго для себе.
Принц Енріке, який був головним ініціатором португальських досліджень Африканського узбережжя, помер у 1460 році, тож після свого повернення Гоміш відмовився від активних досліджень і продовжив кар'єру при королівському дворі у племінника і спадкоємця Енріке, португальського принца Фернанду. У 1463 році він був призначений королівським сквайром (escudeiro) короля Португалії Афонсу V. У 1466 році йому було надано щедру королівську пенсію в розмірі 4800 реалів, до якої додавались обов'язки магістрата в Сінтрі (juiz das cousas e feitorias contadas de Sintra). У невизначений термін він також був призначений магістратом в сусідньому Колареші (juiz das sisas da Vila de Colares) і є підтвердження перебування його на цій посаді від 5 березня 1482 року.

## Смерть
Дата його смерті невідома. Деякі датують її вже 1485 роком, а інші — 1482, хоча історик Пітер Рассел припускає, що він жив принаймні до 1499 року. З запису про індульгенцію за його душу, сплачену його вдовою в 1502 році можна точно визначити, що принаймні на цей час він був вже точно мертвий.

## Мемуари
Уже в похилому віці Діого Гоміш надиктував свої мемуари німецькому картографу Мартіну Бегайму під час перебування останнього в Португалії. Дата їх зустрічі невідома і може бути в будь-який час між 1484 (прибуття Бехайма) до 1502 (підтвердження смерті Гомеса). Історик Пітер Рассел умовно датує інтерв'ю приблизно 1499 роком, оскільки в оповіді йдеться про смерть Антоніо де Нолі, яка сталася приблизно в той час. Схоже, що Гоміш надиктовував свої спомини португальською, ймовірно через перекладача, а Бехайм робив свої записи латиною (або, альтернативно, німецькою, і лише пізніше здійснив переклад на латину).
Ці мемуари під назвою De prima inuentione Guineae («Про перше відкриття Гвінеї») є єдиним збереженим тогочасним рукописом, за винятком офіційної хроніки Гоміша Іаніша де Зурари, який намагається дати хронологічний опис усіх плавань і досліджень, організованих принцем Енріке Мореплавцем. У рукописі є ще дві інші частини: De insulis primo inventis in mare Occidentis (розповідь про Канарські острови та архіпелаг Мадейра) та De insulis insularum de Acores (містить єдиний детальний запис про відкриття португальцями Азорських островів).
Історики загалом ставляться до мемуарів Діого Гоміша з обережністю — його схильність до самореклами, похилий вік, спроба згадати події, що відбулись понад два десятиліття тому, помилки перекладача Бехайма, поспішність запису (латина, якою записані мемуари не досить якісна, що свідчить про поспіх при записах) і, можливо, навіть деякі додаткові вставки, зроблені пізніше редактором Валентімом Фернандесом, призвели до недосконалості підсумкового документа, що містив численні помилки та невідповідносі. Тим не менш, це надзвичайно цінний документ, який містить деталі, яких немає в інших джерелах.
Серед іншого, мемуари Гоміша є єдиним записом про те, що, здається, було найпершою португальською експедицією — експедицію Жуана де Трасто на острів Гран-Канарія в 1415 році (хоча це, можливо, лише помилкове посилання на експедицію Фернандо де Кастро 1424 року). . Гоміш також надає першу детальну розповідь про повторне відкриття Азорських островів португальцями, що перебували на службі у принца Енріке.
Мемуари Гоміша заслуговують на увагу тим, що висвітлюють характер принца Енріке Мореплавця, приписуючи принцу цільоспрямовану наукову та комерційну мету здійснених досліджень і розвідок. Гоміш зазначає, що Енріке посилав свої каравели на пошуки нових земель (ad quaerendas terras) через бажання пізнати більш віддалені частини західного океану та в надії знайти острови або землі (terra firma) за межами, встановленими Птолемеєм (ultra descriptionem Tolomei). З іншого боку, відома йому інформація про мусульманську транссахарську торгівлю від північноафриканського узбережжя до Тімбукту та Гамбії надихала його наполегливо досліджувати західноафриканського узбережжя, щоб знайти морський, а не суходольний шлях до цих земель. На суднах принца Енріке вже використовували для навігації карти і квадрант. Енріке під час першої подорожі Гоміша листувався з купцем з Орана, який інформував його про події навіть у материкових районах Гамбії. Таким чином, за твердженням Гоміша, ще до відкриття Сенегалу та Кабо-Верде в 1445 році принц вже отримав достовірну інформацію про шлях до Тімбукту. Гоміш також надає зворушливу розповідь про останню хворобу і смерть принца Енріке.
Зберігся лише один рукопис мемуарів Гоміша, який є частиною колекції різних звітів про португальські експедиції, спочатку складених у 1508 році німецьким друкарем з Лісабону, відомим як Валентинус Моравус або (португальською, як «Валентим Фернандес»). Ця збірка залишалася неопублікованою та невідомою, доки Й. А. Шмеллер у 1845 році не знайшов копію в Баварській державній бібліотеці у Мюнхені (Codex Hisp. 27). Оригінальний текст латиною був надрукований Шмеллером у 1847 році у працях Баварської академії наук. З того часу він був перекладений і перевиданий кілька разів. Частковий переклад англійською був опублікований у 1937 році, повний французький — у 1959 році.